# Стеван Христич
Стеван Христич (серб. Стеван Христић; 19 червня 1885, Белград, Королівство Сербія, нині Сербія — 21 серпня 1958, там же) — сербський композитор, диригент і педагог. Один із основоположників сучасної сербської композиторської школи і один з організаторів музичного освіти. Член Сербської академії наук і мистецтв (з 1950).

## Біографія
Народився в сім'ї дипломата Кости Христича який у свою чергу був сином відомого політика Ніколи Христича. Початкову музичну освіту здобув у Відні у Петара Стояновича (скрипка) і в Сербській музичній школі в Белграді у Цветко Манойловича (фортепіано) і Стевана Мокраняца (теоретичні предмети).
У 1904–1908 навчався в Лейпцизькій консерваторії у Штефана Креля, Р. Хофмана (теоретичні предмети) і Артура Нікіша (диригування).
У 1910 вивчав у Москві церковну музику під керівництвом Олександра Кастальського і в Римі під керівництвом Лоренцо Перозі.
Працював у Белграді. З 1908–1909 викладав в Сербській музичній школі. Диригентський дебют відбувся в 1912 в Національному театрі, чиїм директором Стеван Христич був у 1924–1934 і одночасно керував та диригував оркестром Белградського філармонічного товариства, брав участь у створенні відкритої в 1937 Музичної академії, де з моменту її заснування до 1950 був професором композиції та інструментування, а в 1943–1944 — ректором.
У 1952–1954 — голова Спілки композиторів Сербії, а в 1950–1953 — голова Спілки композиторів Югославії. Писав хори a cappella, церковну і дитячу музику; романси на вірші югославських поетів; музику до спектаклів і фільмів.

## Твори
- балет «Охридська легенда» / Охридска легенда (1947, Белград; 2-я редакція 1958 Москва[4])
- музична драма «Сутінки» / Сутон (1925; 2-я редакція 1954, Белград)
- рапсодія для фортепіано з оркестром (1944)
- ораторія «Воскресіння» / Васкрсење (1912)
- «Пісня свободи» для хору і оркестру / Песме слободі
- симфонічна поема «У селі» / На селу (1935)
- «Враневська сюїта» для камерного оркестру / Врањанска свита (1948)
- симфонічна фантазія для скрипки (1908)
- «Осінь» для хору / Јесен
- «Зірка» для хору
- «Дубровницький реквієм» для хору / Дубровачко реквіјем (1930)